# 紐奧良市旗
紐奧良市旗（flag of New Orleans）是美國路易斯安那州城市紐奧良的旗幟。這面旗幟底色是白色，中央有三個金色的百合花飾。旗幟上方是紅色條紋，下方是藍色條紋。百合花飾是法國的傳統象徵之一，象徵紐奧良和法國的聯繫。